# 小野市

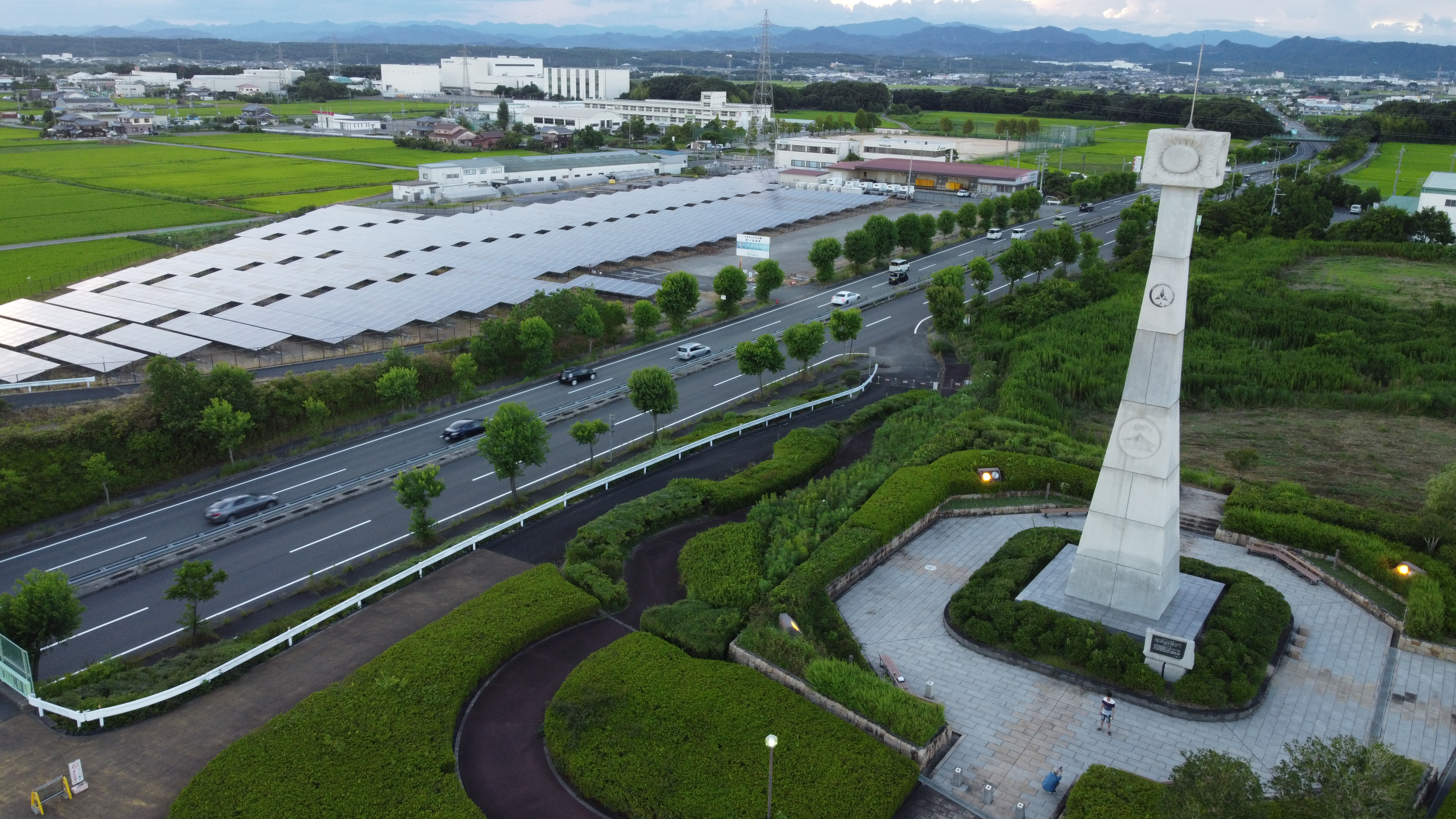
小野市立ひまわりの丘公園とその周辺（ドローン空撮）

小野市（おのし）は、兵庫県の中南部のほぼ中心に位置する市。北播磨県民局に区分されている。北播磨の中心都市である。

## 概要
地域的には北播磨（北播）圏域に区分されるが、交通圏は東播磨交通圏に属するなど東播磨（東播）に区分される場合もある。天気予報と気象注意報・警報の区分は「兵庫県南部」、「播磨南東部」に属する。兵庫県の県庁所在地である神戸市と播磨地方の中心都市である姫路市という兵庫県下における二大都市のほぼ中間に位置し両市のベッドタウンとしての機能を持っている。このような事から1970年代から1980年代にかけて特に宅地化が進められた。兵庫県で有数の伝統工芸都市として知られ、そろばんの生産地で有名である。東隣の三木市と共に金物で知られ、播州鎌は兵庫県の伝統的工芸品に指定されている。
- 小野市の市花ひまわり
ひまわりの丘公園
- 小野まつり（北播磨最大級の祭り。「おの恋おどり」、5000発の花火が打ち上げられる。） [4]
- 浄土寺阿弥陀三尊立像（国宝）
- 金鑵（かなつるべ）城遺跡広場で撮影
- 夢の森公園から望む小野市の夕景

## 地理
市域中央部を加古川が南流する。
神戸市と姫路市のほぼ中間に位置する。
- 山:高塚山
- 河川:加古川・東条川・万勝寺川
- 池:大池
- ダム:船木ダム

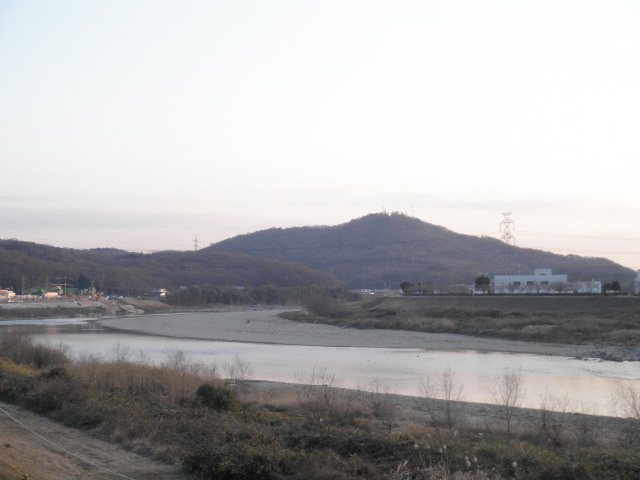
加古川 市場町で撮影
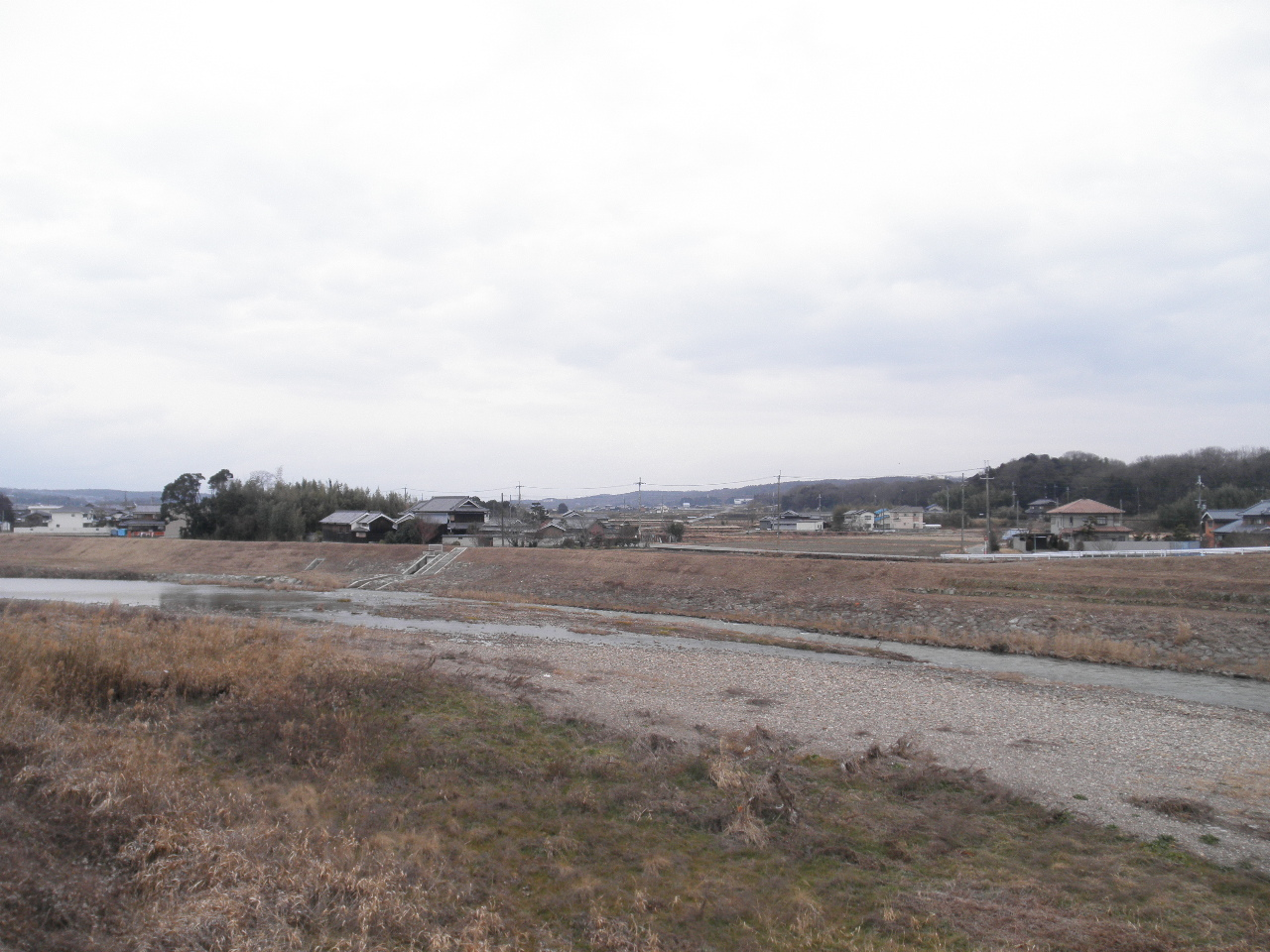
東条川 古川町で撮影

### 海抜

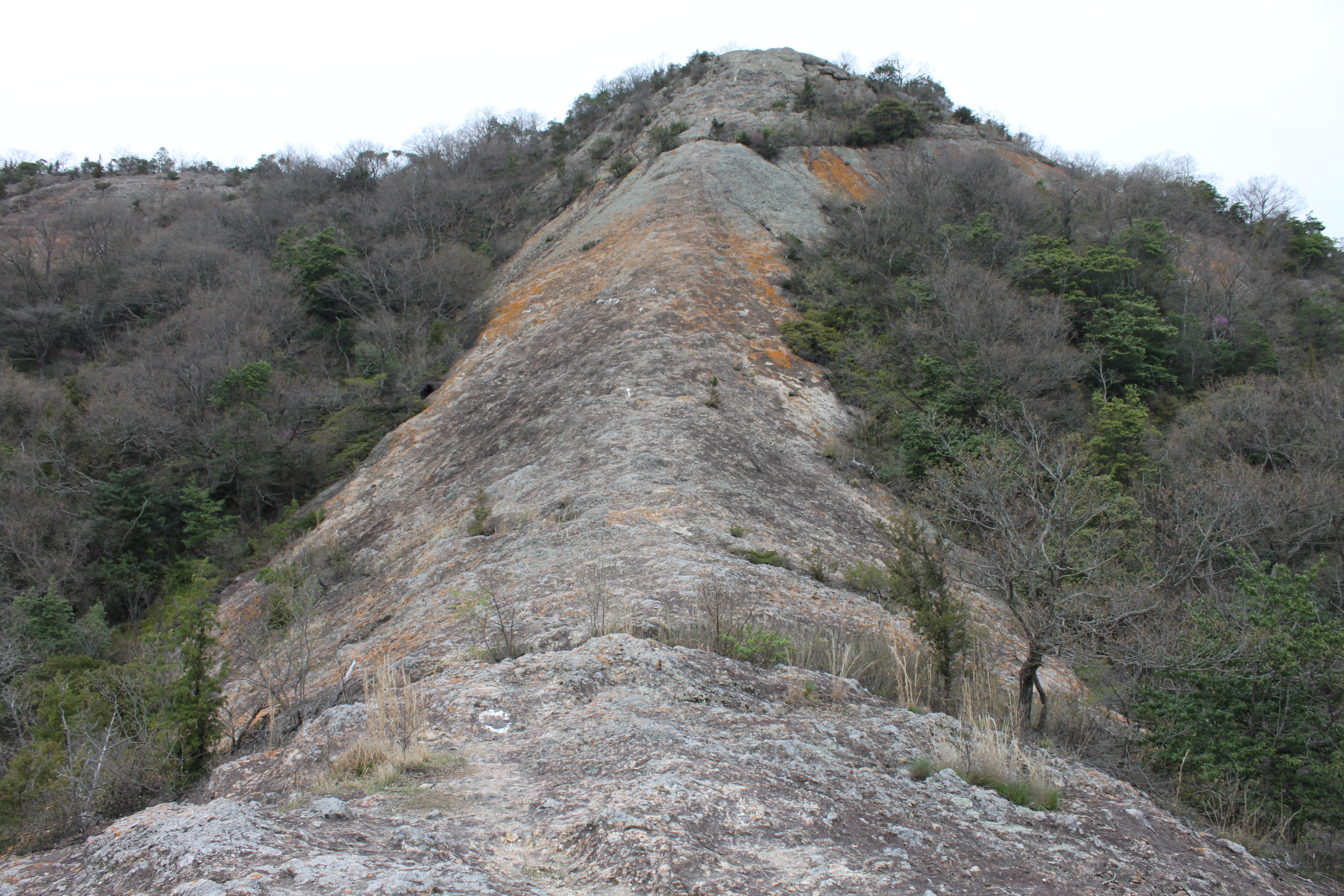
小野アルプス（紅山）

| 海抜     | 高さ              |
| -------- | ----------------- |
| 最高地点 | 198.9m 来住町惣山 |
| 最低地点 | 27.5m             |

国土地理院地理情報によると小野市の東西南北それぞれの端は以下の位置で、東西の長さは11.80km、南北の長さは11.20kmである。
| 経緯度極点 | 位置           | 経緯度        |
| ---------- | -------------- | ------------- |
| 東端       | 脇本町・中谷町 | 東経135度02分 |
| 西端       | 福甸町         | 東経134度53分 |
| 南端       | 樫山町         | 北緯34度48分  |
| 北端       | 復井町         | 北緯34度54分  |

### 人口
| |                                        |  |
| 小野市と全国の年齢別人口分布（2005年） | 小野市の年齢・男女別人口分布（2005年） |  |
| ■紫色 ― 小野市 ■緑色 ― 日本全国 | ■青色 ― 男性 ■赤色 ― 女性              |  |
| 小野市（に相当する地域）の人口の推移 \| 1970年（昭和45年） \| 37,623人 \| \| \| 1975年（昭和50年） \| 40,576人 \| \| \| 1980年（昭和55年） \| 43,574人 \| \| \| 1985年（昭和60年） \| 45,686人 \| \| \| 1990年（平成2年） \| 46,007人 \| \| \| 1995年（平成7年） \| 48,214人 \| \| \| 2000年（平成12年） \| 49,432人 \| \| \| 2005年（平成17年） \| 49,761人 \| \| \| 2010年（平成22年） \| 49,680人 \| \| \| 2015年（平成27年） \| 48,580人 \| \| \| 2020年（令和2年） \| 47,562人 \| \| |                                        |  |
| 総務省統計局 国勢調査より |                                        |  |
| 1970年（昭和45年） | 37,623人                               |  |
| 1975年（昭和50年） | 40,576人                               |  |
| 1980年（昭和55年） | 43,574人                               |  |
| 1985年（昭和60年） | 45,686人                               |  |
| 1990年（平成2年） | 46,007人                               |  |
| 1995年（平成7年） | 48,214人                               |  |
| 2000年（平成12年） | 49,432人                               |  |
| 2005年（平成17年） | 49,761人                               |  |
| 2010年（平成22年） | 49,680人                               |  |
| 2015年（平成27年） | 48,580人                               |  |
| 2020年（令和2年） | 47,562人                               |  |

### 面積

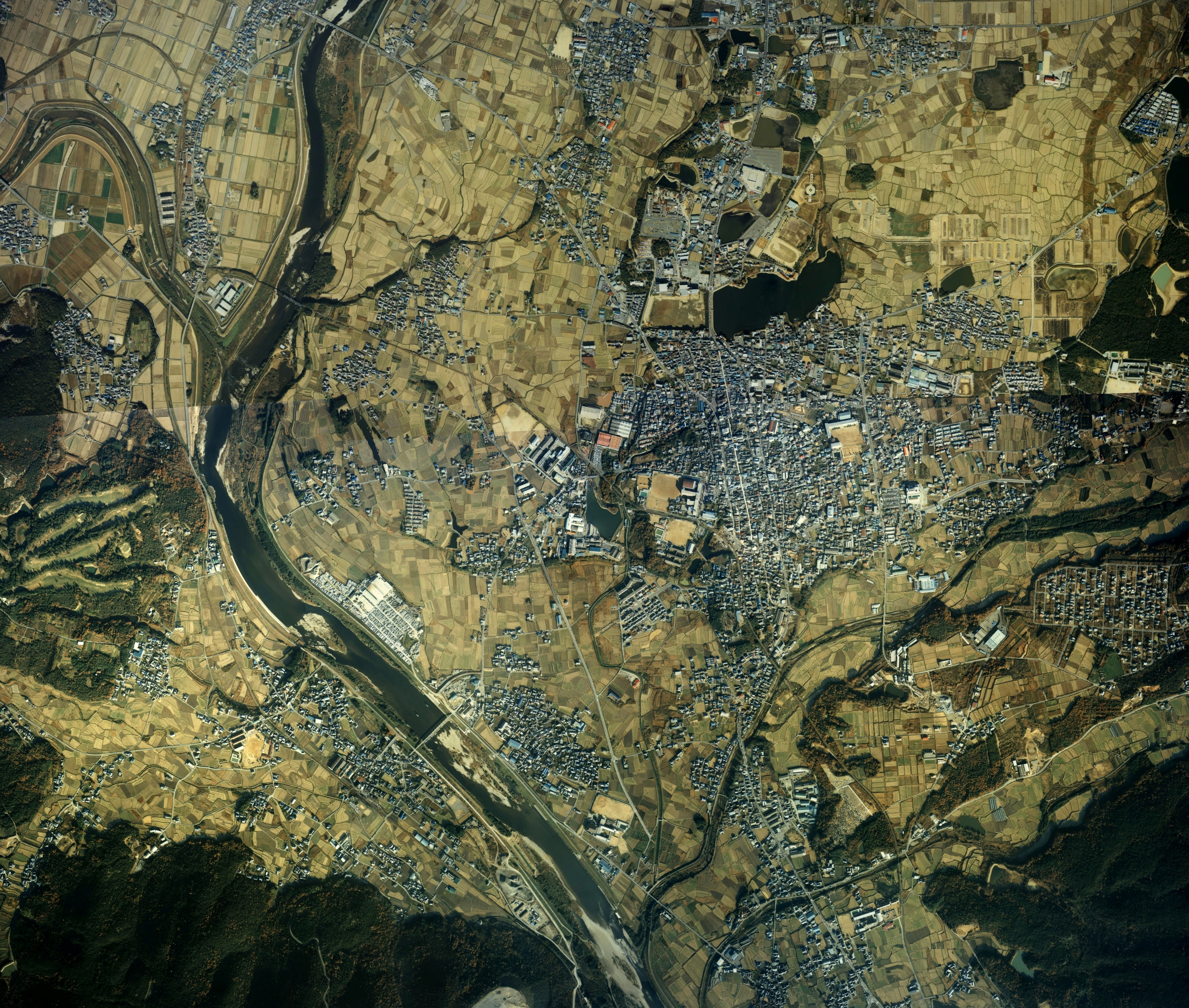
小野市中心部周辺の空中写真。加古川東岸に市街地が形成されている。1985年撮影の8枚を合成作成。。

- 2004年1月1日に古川町が大部地区に、久保木町及び高山町が下東条地区に編入された。

| 地区名     | 面積  |
| ---------- | ----- |
| 小野地区   | 21.25 |
| 河合地区   | 15.97 |
| 来住地区   | 11.37 |
| 市場地区   | 14.97 |
| 大部地区   | 8.38  |
| 下東条地区 | 21.90 |

## 歴史
- 7世紀末 - 広渡寺が建立される。
- 1190年〜1198年 - 重源により浄土寺が創建される。
- 1356年 - 金鑵城が築城される。
- 1783年 - 盛町宗兵衛により握り鋏の生産が開始される（後に日本一の生産量に）。
- 1913年（大正2年）8月1日 - 播州鉄道（現・JR加古川線）開業。現市域内の5駅も同時に開業。
- 1937年（昭和12年）3月8日 - 大阪中央電信局小野受信所が運用開始。高さ85mメートルの大鉄塔9基などからなる無線送受信施設[7]。
- 1951年（昭和26年）12月28日 - 神戸電気鉄道（現・神戸電鉄）が電鉄小野（現・小野）まで開業。現在の粟生線の一部。
- 1952年（昭和27年）4月10日 - 神戸電気鉄道、電鉄小野～粟生間が開業。
- 1954年（昭和29年）12月1日 - 加東郡小野町・河合村・来住村・市場村・大部村・下東条村が合併して小野市が発足。同時に「小」を図案化し、「の」で囲ったものを市章として制定し、市歌を制定する。面積は90.95km² 35184人である。 [5][8][9][10][11]
- 1956年（昭和31年）4月1日 - 加東郡社町の一部（大字久保木・古川）を編入。現在の市域が確定。面積は93.84km² で36621人である。[12][5]
- 1959年（昭和34年）12月 - 船木ダムが完成する。[5]
- 1960年（昭和35年）3月 - 国道175号が小野市内の舗装が完了する。[5]
- 1961年（昭和36年）6月 - 小野市立小野市民病院が開院する。[5]
- 1964年（昭和39年）12月1日 - 市旗を制定する。[13]
- 1966年（昭和41年）7月30日 - 市の花を公募で制定する。[5]
- 1969年（昭和44年）12月1日 - 市民憲章を制定する。[5]
- 1973年（昭和48年）2月- アメリカ合衆国リンゼイ市と姉妹都市提携を締結。[5]
- 1973年（昭和48年）11月13日 - 市の木を制定する。[5]
- 1979年（昭和54年）3月 - 国道175号（三木バイパス）が計画される。[5]
- 1981年（昭和56年）12月 - 広渡廃寺が国の史跡に指定される。[5]
- 1982年（昭和57年）ニチイ小野(現イオン)オープン
- 1989年（平成元年）4月 - 国道175号（三木バイパス）が部分完成される。[5]
- 1989年（平成元年）4月 - 小野工業団地が完成する。[5]
- 1990年（平成2年）11月 - 好古館が開館。[5]
- 1993年（平成5年）5月23日 - 市外局番が07946の5桁から0794の4桁に変更され、三木市、美嚢郡吉川町との相互通話に市外局番が不要となる。[5]
- 1994年（平成6年）10月 - 国道175号（三木バイパス）が全面完成される。[5]
- 1996年（平成8年）9月 - 「東大寺サミット'96インおの」開催。[5]
- 1997年（平成9年）12月10日 - 三木小野インターチェンジから山陽姫路東インターチェンジまでが開通し、本線が全線開通する。[5]
- 1998年（平成10年）12月 - 「小野市ホームページ」が開設。
- 1999年（平成11年）7月 - 「市長への手紙」始まる。11月、火葬場「小野加東斎場 湧水苑竣工」[14][15][16]。
- 2000年（平成12年） - 「小野まつり」を行政主導から市民主導へ。
- 2000年（平成12年）4月 - 市民課窓口の土曜開庁開始。
- 2000年（平成12年）5月 - 国史跡広渡廃寺跡歴史公園オープン。[5]
- 2000年（平成12年）8月 - 金鑵城遺跡広場オープン。[5]
- 2001年（平成13年）- 桂文枝氏を迎えた第2の成人式「エイジ・ルネサンス・パーティ」を開始。
- 2001年（平成13年）12月22日 - 兵庫県道23号三木山崎線敷地バイパスが国道175号まで全面開通する。[17][18]
- 2002年（平成14年）4月21日 - ひまわりの丘公園オープン。[19][5]
- 2002年（平成14年）8月- 児童館「チャイコム」オープン。
- 2004年（平成16年）1月- コミュニティバス「らん♡らんバス」運行開始。
- 2004年（平成16年）3月18日 - 白雲谷温泉ゆぴかが完成する。[20]
- 2004年（平成16年）4月- 縦割り行政の弊害をなくし、安全安心業務を集約一元化した「市民安全部」を創設。
- 2004年（平成16年）5月- 公設では県内初の本格的なグラウンドゴルフコースをこだまの森に整備。
- 2004年（平成16年）6月- 警察官OBらによる「安全安心パトロール」開始。
- 2004年（平成16年）7月- おの育児ファミリーサポートセンター開設。
- 2004年（平成16年）10月20日 - 台風23号が発生し、被害を受け、災害救助法が適用される。[5][21]
- 2004年（平成16年）12月 - そば処「ぷらっときすみの」オープン。
- 2004年（平成16年）12月18日 - JR加古川線が電化開業する。[5]
- 2005年（平成17年）3月20日 - 小野市うるおい交流館エクラが完成する。 [5] [21]
- 2005年（平成17年）8月 - 小野工業団地（約150ha）が完売。
- 2006年 - 日本経済新聞社「全国優良都市ランキング2005－2006」の行政改革度人口規模別都市ランキングにおいて人口5万人未満の都市で1位となる[22]。
- 2007年（平成19年）4月 - 市内在住の小学6年生までを対象に医療費を完全に無料化する。[5][23]
- 2007年（平成19年）4月 - いじめ等に関する専門部署として「ヒューマンライフグループ」を創設。
- 2007年（平成19年）12月1日 - 全国初「小野市いじめ等防止条例」を制定。
- 2008年（平成20年）4月 - 「あお陶遊館アルテ」オープン。
- 2008年（平成20年）4月 - 加古川左岸に長さ約4kmの「おの桜づつみ回廊」が完成。
- 2008年（平成20年）5月1日 - 白雲谷温泉ゆぴかに岩盤浴を設置。
- 2008年（平成20年）11月5日 - 小野市立小野市民病院・三木市立三木市民病院の両病院が統合を合意する。[5][24]
- 2009年（平成21年） - 「小野市短歌フォーラム」に加え「小野市詩歌文学賞」を創設。
- 2009年（平成21年）3月25日 - 20歳の成人式が成人式大賞を受賞。
- 2009年（平成21年）4月 - 市内在住の中学3年生までを対象に医療費を完全に無料化する。
- 2011年（平成23年）3月 - 小野中学校の校舎改築が完了。
- 2011年（平成23年）4月 - 高齢者や子どもの居場所づくりとして「高齢者等地域コミュニティ活動拠点づくり事業」を開始。
- 2011年（平成23年）6月 - 地ビールの「おの恋」を商標登録する。[5] [25]
- 2011年（平成23年）6月 - 市内全幼稚園、小学校、中学校、特別支援学校の全教室に空調設備を導入。
- 2011年（平成23年）10月 - 「小野市ホームページ」リニューアル。
- 2012年（平成24年）4月 - 福祉のワンストップサービスを提供する「小野市福祉総合支援センター」がオープン。
- 2012年（平成24年）4月 - 市内6地区で「コミセンの寺子屋」を開設。
- 2013年（平成25年）1月1日 - 市民、自治会、行政、議会が一体となって取り組む「小野市空き家等の適正管理に関する条例」を制定。
- 2013年（平成25年）4月1日 - 「小野市福祉給付制度適正化条例」を制定。
- 2013年（平成25年）8月 - 小野東小学校の校舎大規模改修が完了。
- 2013年（平成25年）8月 - 市内全小・中学校の耐震化工事が完了。
- 2013年（平成25年）9月15日 - 台風18号により「粟田橋」が長期通行不能[26]。
- 2013年（平成25年）9月30日をもって小野市民病院が廃院され、10月1日に三木市民病院と統合された北播磨総合医療センターが開院。
- 2014年（平成26年）4月 - 消防署機能を含む「小野市防災センター」がオープン。
- 2014年（平成26年）4月 - 小野市、加東市に加西市を加えたごみ処理体制で小野クリーンセンターが運営開始。
- 2014年（平成26年）6月1日 - 「うるおい交流館エクラ」に「市民交流ホール」がオープン。
- 2014年（平成26年）8月10日 - ホテル「ルートイン小野」オープン。
- 2014年（平成26年）11月 - 移動系デジタル防災無線を配備。
- 2014年（平成26年）12月7日 - 市制60周年を記念して「小野ハーフマラソン」を開催。
- 2015年（平成27年）4月 - 河合地区（河合小学校・河合中学校）において小中一貫教育を開始。
- 2015年（平成27年）4月 - 県内初、中学生を持つ世帯に対する自転車保険料の補助を開始。
- 2015年（平成27年）4月 - 高齢者の生きがいづくりと地域のきずなを深めるための「地域のきずなづくり支援事業」を開始。
- 2015年（平成27年）11月2日 - 小野警察署が開庁。
- 2016年（平成28年）4月 - 4・5歳児の幼児教育・保育料の無料化（所得制限なし）を開始。
- 2016年（平成28年）4月 - パワースポット「祈願そろばん」が完成。
- 2016年（平成28年）7月 - 市内在住の高校3年生（18歳到達の年度末）までを対象に医療費を無料化する。
- 2016年（平成28年）7月 - 新「粟田橋」が開通。
- 2017年（平成29年）3月 - 市道「新都市中央線」が開通。
- 2017年（平成29年）6月 - 「小野市夜間歩行者等の安全確保に関する条例」を施行。
- 2017年（平成29年）6月 - みなと銀行と包括連携協定を締結。
- 2017年（平成29年）12月 - 白雲谷温泉ゆぴか入浴者数500万人を達成。
- 2018年（平成30年）4月 - 健康づくりや介護予防、ボランティア活動などでポイントがたまる「おのアクティブポイント」事業を開始。
- 2018年（平成30年）4月8日 - 第3の救急拠点・消防署北分署が開署。
- 2018年（平成30年）4月11日 - 新「学校給食センター」による学校給食の提供が開始。
- 2018年（平成30年）6月 - 市役所新庁舎建設工事が開始。
- 2018年（平成30年）8月 - 「ソロ池」で噴水装置が稼働。
- 2019年（平成31年）4月 - おの桜づつみ回廊ライトアップ開始。
- 2019年（令和元年）9月 - 白雲谷温泉ゆぴかリニューアルオープン。
- 2019年（令和元年）9月 - 「ひょうご小野産業団地」一部分譲開始。
- 2020年（令和2年）2月 - 市民に備蓄用マスク10万枚配布（新型コロナ対策）。
- 2020年（令和2年）4月1日 - 堀井城跡ふれあい公園がオープン。
- 2020年（令和2年）5月 - 「小野希望の丘 陸上競技場（アレオ）」がオープン。
- 2020年（令和2年）5月 - 市役所庁舎が中島町に移転。
- 2020年（令和2年）5月 - 水道料金１年間無料化（新型コロナ対策）。
- 2020年（令和2年）12月 - 「コミセンおの」リニューアルオープン。
- 2020年（令和2年）12月 - 全市民に「おの恋らっきゃらっきゃ券」１万円分を配布（新型コロナ対策）。
- 2024年（令和6年） - 東播磨南北道路開通（予定）。
- 2025年（令和7年）1月 - イオン小野一時休業
- 2025年（令和7年）4月 - 業務スーパー小野店が王子町へ移転

## 市長
| 代 | 氏名     | 就任年月日   | 退任年月日 | 備考                                                   |
| -- | -------- | ------------ | ---------- | ------------------------------------------------------ |
| 1  | 藤原雄次 | 1954年12月   | 1966年12月 |                                                        |
| 2  | 住本良二 | 1966年12月   | 1970年9月  | 任期途中で辞職、同年11月に行われた出直し選挙で敗れる。 |
| 3  | 林幸雄   | 1970年11月   | 1976年10月 |                                                        |
| 4  | 井上増吉 | 1976年10月   | 1988年10月 | 1992年10月に名誉市民の称号となった。                   |
| 5  | 広瀬博司 | 1988年10月   | 1998年12月 |                                                        |
| 6  | 蓬萊務   | 1999年2月7日 | 現役       |                                                        |

## 立法

### 衆議院
- 任期：2021年（令和3年）10月31日 - 2025年（令和7年）10月30日（「第49回衆議院議員総選挙」参照）

| 選挙区                                                                    | 議員名     | 党派名     | 当選回数 | 備考   |
| ------------------------------------------------------------------------- | ---------- | ---------- | -------- | ------ |
| 兵庫県第4区（小野市、神戸市西区、西脇市、三木市、加西市、加東市、多可町） | 藤井比早之 | 自由民主党 | 4        | 選挙区 |

## 経済

### 産業

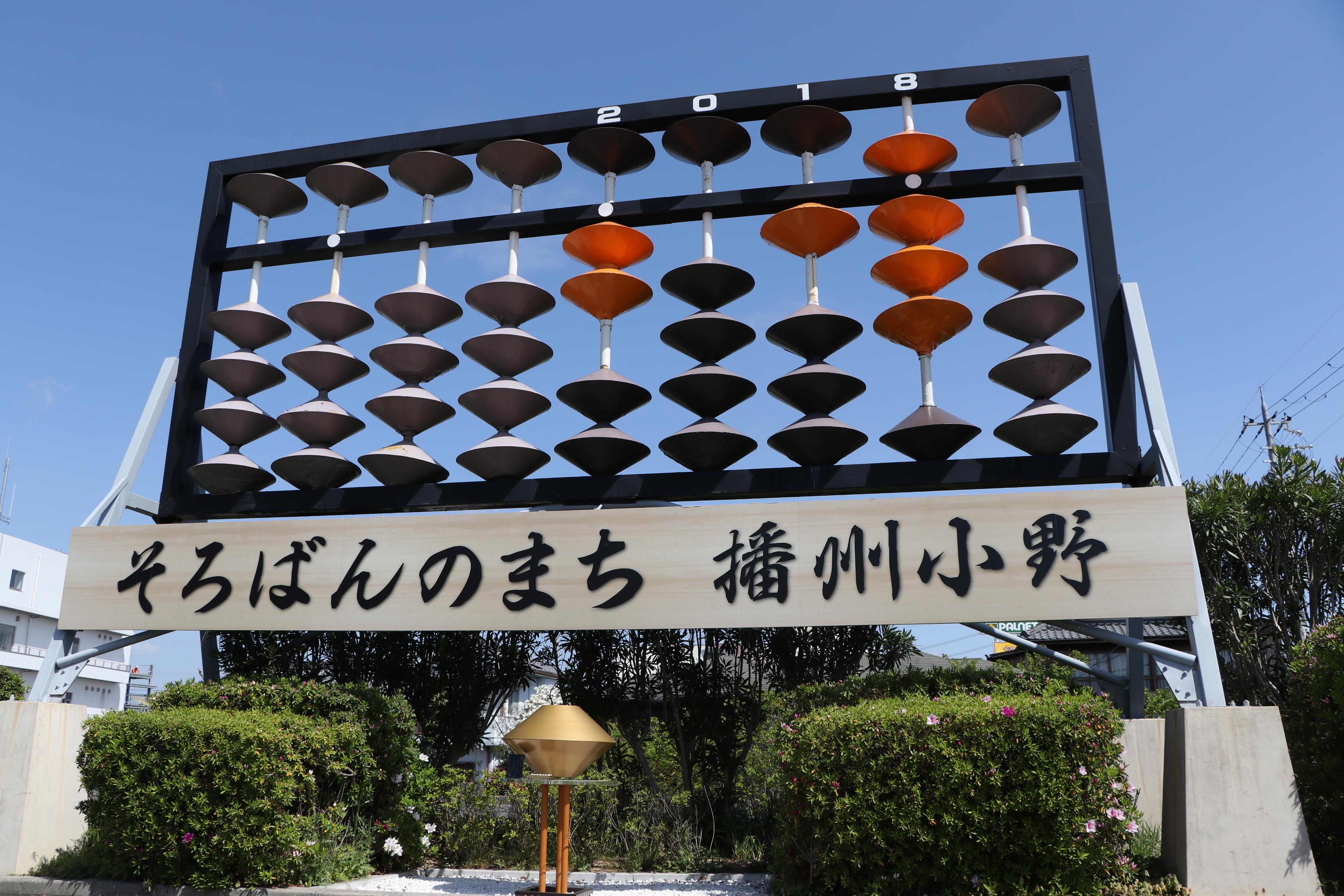
「そろばんのまち小野市」のオブジェ、世界最大の算盤。コマは西暦年を示している。

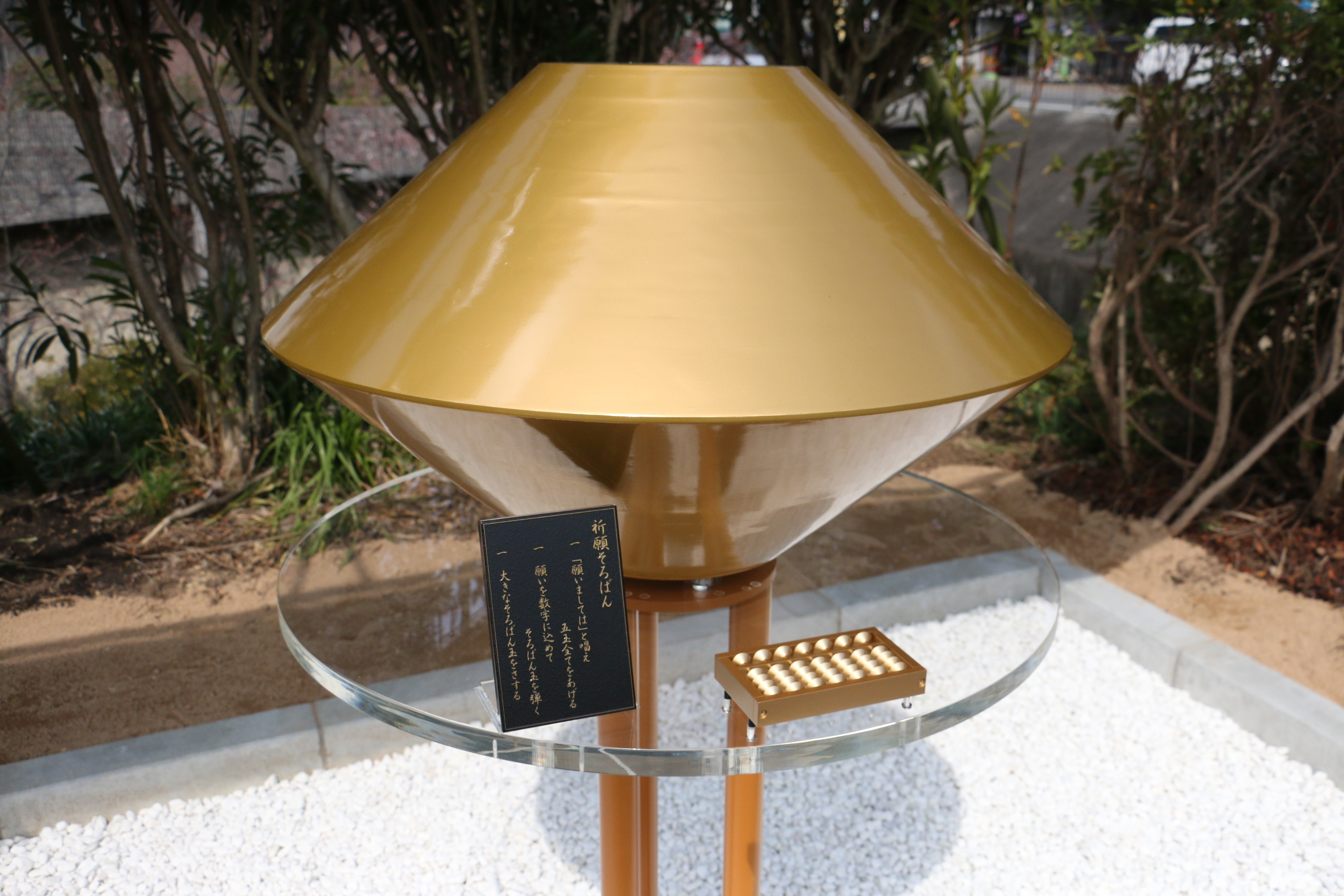
2016年、巨大そろばんの下に新設した、そろばんモニュメント「祈願そろばん」。

工業
そろばん（全国シェア70％）と家庭用刃物が伝統的特産品。1976年に「播州そろばん」として経済産業大臣より伝統工芸品の指定を受けた。
また、1955年（昭和30年頃）より、そろばんの玉を利用した玉のれんを製品化したのを契機に、工芸分野にも進出し、多くのインテリア商品などの開発も試みられている。
農業
山田錦を中心とした米作りや、山田錦の粉を使ったパン、菓子、麺等の生産。2005年に小麦（ふくほのか）を開発し、登録。麺製品などの商品化が試みられている。

### 市役所
| 小野市役所 | 2020年5月に移転した小野市庁舎 | 2020年5月に移転 |

### 警察
| 施設名     | 備考 |
| ---------- | --- |
| 小野警察署 | かつては加東市にある社警察署の管轄で、小野警視派出所が市内に設置されており、小野市は兵庫県内の市で唯一警察署がなかった。市からも2000年以降警察署の設置要望が出ていたが、2012年から4年計画で設置され、2015年11月に小野警察署が設置された。 |

### 消防
- 小野市消防本部

### 図書館
- 小野市立図書館

### 病院

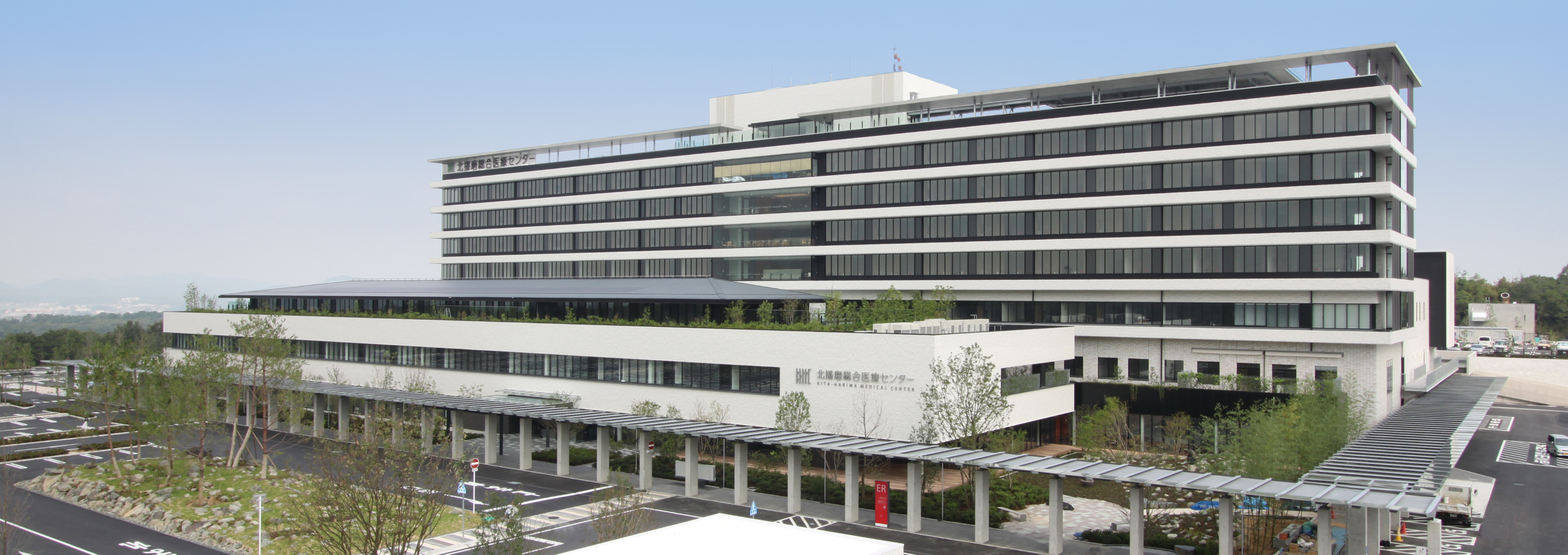
北播磨総合医療センター

2007年4月から市内在住の小学6年生まで全員、そして2009年4月から市内在住の中学3年生まで全員が医療費無料となった。さらに2016年7月から市内在住の高校3年生まで全員が医療費無料となった。
- 北播磨総合医療センター[30][31]　※2013年開院
- 国立病院機構兵庫あおの病院
- 土井病院
- 栄宏会小野病院
- 緑駿病院

### 保健
- 小野市立保健センター[31]

### 児童館
- 小野市立児童館チャイコム[31]

### 子育て支援センター
- 小野市福祉総合支援センター[31]

### 商店街
- 小野商店街 - 小野駅前から始まる江戸時代から続く長さ850mの商店街。

### その他の公共施設
- あお陶遊館アルテ
- 小野加東斎場 湧水苑
- 小野市立クリーンセンター [32]

### 市内にある金融機関
- みなと銀行 - 指定金融機関
- 但馬銀行
- 日新信用金庫
- 姫路信用金庫
- 中兵庫信用金庫
- 播州信用金庫
- 兵庫県信用組合

### 郵便局
- 小野郵便局
- 市場郵便局
- 小野小田郵便局
- 小野本町郵便局
- 小野上本町郵便局
- 河合郵便局
- 小野来住郵便局
- 小野樫山簡易郵便局
- 河合西簡易郵便局
- 小野住吉簡易郵便局
- 小野市役所内簡易郵便局[5]

## 企業

### 小野市に本社を置く主な企業（50音順）
- ICOM技研（制御盤の一貫製造）／敷地町

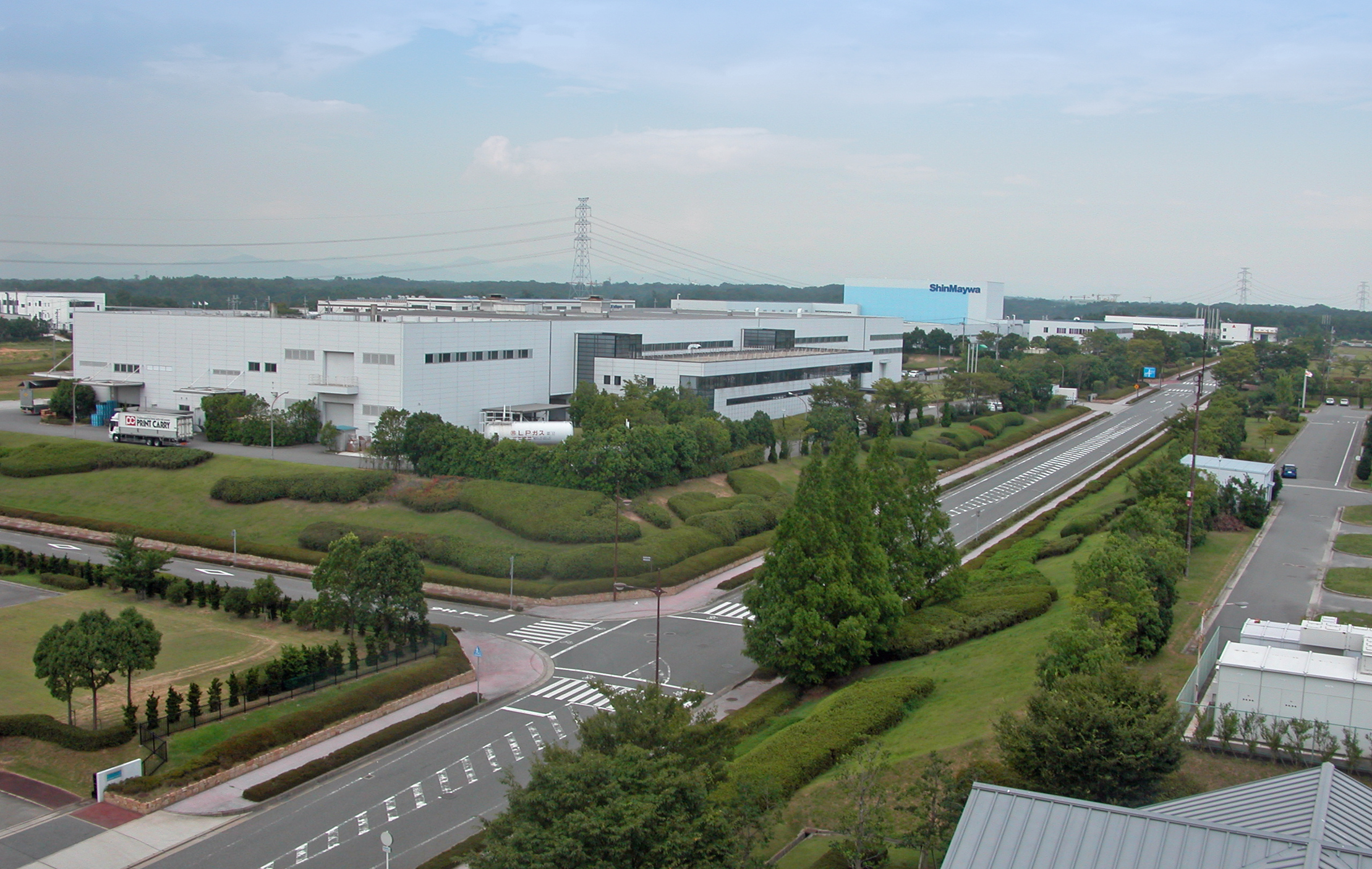
小野市の匠台工業団地

- 市場工業（建設機械用油圧バルブ用部品の製造）／市場町
- オージヤ商事（文具・事務用機器・OA機器等の販売）／本町
- 小野精機（金型設計・金属プレス加工）／粟生町
- 小野ダスキン（事務所用玄関マットの製造）／粟生町
- 神菱（自動車機能部品・アルミダイキャスト部品の製造）／匠台
- キンボシ（園芸機器・用具等の製造・卸売）／本町
- 神戸合成（自動車等ケミカル製品の開発・製造・販売）／匠台
- 山陽ミナセル（包装資材を中心とした合成樹脂製品の製造）／高田町
- 山陽利器（農業用・園芸機械用・産業用刃物の製造）／下来住町
- 三和コンベア（コンベア・省力化機器の製造・販売）／復井町
- センコー（インテリア、バス・トイレタリー製品の製造・販売）／黒川町
- 大商（金属表面処理）／匠台
- ダンロップリトレッドサービス[33]
- トクセン工業（特殊金属線の製造・販売）／住吉町
- トミタテクノス（精密板金プレス金型設計製作等）／大島町
- 日光製作所（超硬チップソー等開発製造・販売）／匠台
- フジタ精米人（米の加工・販売、米卸）／河合中町
- 藤原辰次商店（釣鈎の製造・販売）／菅田町
- プレミアムキッチン（調理パン、惣菜等の製造）／匠台
- ヤマソロ（家具・インテリア商品の製造・販売）／下来住町
- 山本音響工芸（オーディオ関連製品の製造・販売）／榊町
- ユーエム工業（鋸の製造・卸売）／来住町
- レザーソー工業（替刃式鋸の製造・販売）／樫山町

### 小野市に事業所を置く主な企業（50音順）
- 明石化成工業（プラスチック射出成形・加工）／匠台
- アクシスマテリア（超硬合金素材の製造）／匠台
- アシックス商事（シューズ用資材の販売）／匠台
- アップルウェアー（プラスチック園芸容器の製造・販売）／中町
- アマダマシナリー（切削機械・工作機械器具の製造・販売）／葉多町
- エフベーカリーコーポレーション（コンビニエンスストアブランドのパンの製造）／匠台
- オービービー（通販カタログ、雑誌等の製本・発送）／匠台
- カコテクノス（鉄道車両・変電所設備制御機器の製造）／北丘町
- 関西ペイント（塗料の製造・販売）／匠台
- カンペハピオ（家庭用塗料販売）／匠台
- 共進牧場（牛乳・乳製品の製造・販売）／浄谷町
- 神戸日野自動車（日野自動車の販売・修理）／匠台
- コンドーテック（建設・環境インフラ関連資材の製造・販売）／匠台
- サイゼリヤ（店舗食材の製造・仕分け）／匠台
- サガシキ（パッケージ、段ボール、箱の製造・販売）／匠台
- シーエックスカーゴ（コープ商品の管理・配送）／高田町
- シスメックス国際試薬（検体検査試薬の製造）／匠台
- 神姫バス（輸送サービス事業）／王子町
- 新明和工業（下水関連施設用ポンプ・特装車の製造・販売）／匠台
- スタープラスチック工業（合成樹脂製包装製品の製造）／大島町
- 住友電工ハードメタル（CBN・ダイヤモンド焼結体製切削工具等製造・販売）／匠台
- セッツカートン（段ボールシートの製造・販売）／匠台
- 高岡化学工業所（化学薬品の製造）／匠台
- ダンロップホームプロダクツ（家庭用手袋の製造）／匠台
- DNPグラフィカ（印刷・製本加工）／匠台
- 東研サーモテック（金属熱処理）／匠台・北丘町
- 東洋化学（化学工業薬品・合成樹脂の製造・販売）／匠台
- トモエ算盤（そろばんの製造・販売）／上新町
- ニート（医療機器用等プラスチック成型）／匠台
- 日本シーカ（土木建築・工業用化学製品の製造・販売）／匠台
- 日本臓器製薬（医薬品等の製造・販売）／古川町
- 日本ハム食品（加工食品・調味料の製造）／匠台
- 日本ハムファクトリー（食肉加工品の製造）／匠台
- 藤原産業（大工道具、園芸機器等の開発・販売）／匠台
- ホテルルートイン小野（ビジネスホテル204室）／敷地町
- マクセル（小型電池の開発・設計・製造）／匠台
- ライオン・スペシャリティ・ケミカルズ（化学薬品、合成洗剤等の製造）／小田町

## 市内の主な店舗
総合スーパー
- イオンリテール
  - イオン小野店 ※2025年1月15日閉鎖

食料品店
- フジ
  - マックスバリュ王子店
  - マックスバリュ黒川店
- ハローズ
  - ハローズ小野店
- さとう
  - フレッシュバザール小野王子店
  - フレッシュバザール小野黒川店

ドラッグストア
- キリン堂
  - 小野王子店
  - 小野本町店
- コスモス薬品
  - コスモス王子店
- ジャパン
  - 小野店
- ナガタ薬品
  - アルカスーパードラッグ小野店
- ダイレックス
  - ダイレックス王子店
- ウエルシアホールディングス
  - ウエルシア北播磨総合医療センター前店

ホームセンター
- アグロガーデン小野店

飲食店
- 明日香小野店
- 穴門
- うどん職人 えびす庵
- うまいもん横丁小野店
- 小野うどんよしくら
- 小野絶好調ラーメン
- Café赤い鳥市場店
- Café赤い鳥王子店
- クローバーハウス
- ごちそう村小野店
- サイゼリヤイオン小野店
- さかい珈琲小野店
- 塩元帥小野店
- 千太
- そろばん亭
- 椿屋珈琲店
- 天下一品小野店
- 長井珈琲倶楽部小野店
- ビーフレストラン肉の大和
- ぷらっときすみの
- マクドナルド175小野店
- 焼肉の牛太
- ラーメン専門店らんめん:小野市の名店
- らーめん八角小野店

携帯電話
- ドコモショップ小野店
- au小野店
- SoftBank小野店

パティスリー
- ケーキのアトリエ ルージュフォンセ
- パティスリーアプレシエ
- パティスリーケイスケ
- パティシエ・ゲンタロウ

その他
- しまむら小野王子店
- 西松屋小野店

## 市内のニュータウン
- 育ヶ丘

育ケ丘町は小野市の町の中で最も三木市に近接している町で、現在1047世帯、3038人が住んでいる。（平成22年の国勢調査より）
- 小野ニュータウン

## 市内の工業団地
- 匠台

## 姉妹都市・提携都市

### 海外
- リンゼイ市（アメリカ合衆国カリフォルニア州）

## 隣接する自治体
三木市への通勤率は10.2%である（平成22年国勢調査）。
- 加古川市
- 加西市
- 三木市
- 加東市

## マスメディア
- eo光テレビ（ケーブルテレビ）
- 地上波テレビ放送は三木中継局を受信する。

## 交通

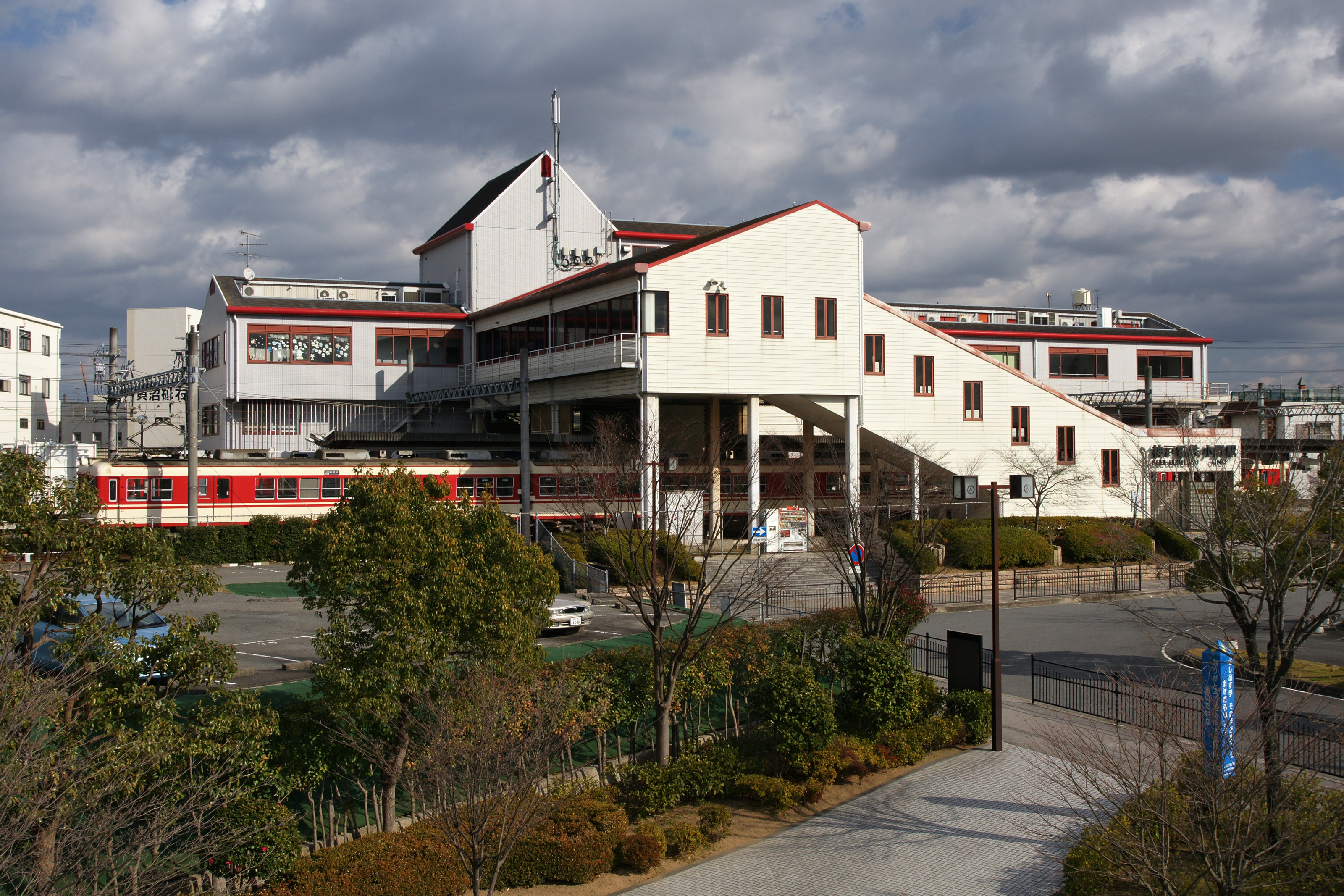
小野駅

### 鉄道
- 中心となる駅：神戸電鉄粟生線小野駅
- 西日本旅客鉄道
  - 加古川線　市場駅 - 小野町駅 - 粟生駅 - 河合西駅 - 青野ケ原駅
- 神戸電鉄
  - 粟生線　樫山駅 - 市場駅 - 小野駅 - 葉多駅 - 粟生駅
- 北条鉄道
  - 北条線　粟生駅

### 道路

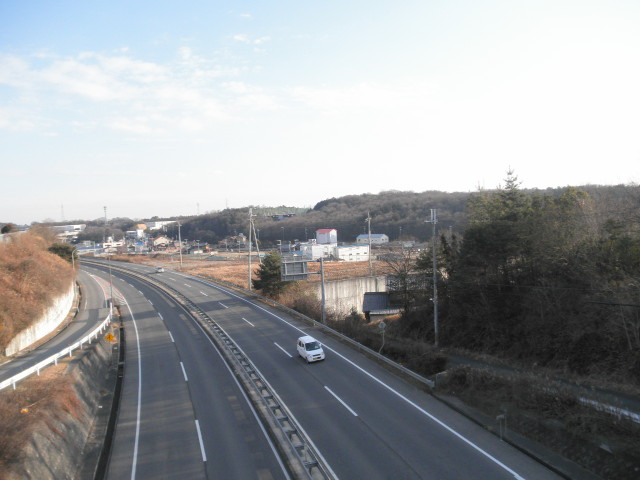
国道175号（三木バイパス）
樫山町で撮影

### 高速道路
- 山陽自動車道　三木小野インターチェンジ　料金所含めて大半が三木市に属し、小野市は南端を少し通過する程度。

### 一般国道
- 国道175号（三木バイパス）
  - 1979年3月に計画が制定され、1989年4月に部分開通し、1994年10月に全面開通した。[5]
- 国道372号
- 国道427号

### 主要地方道
- 兵庫県道18号加古川小野線
- 兵庫県道23号三木宍粟線
  - 2001年12月22日に敷地バイパスが完成した。[17]
- 兵庫県道75号小野藍本線
- 兵庫県道81号小野香寺線
- 兵庫県道85号神戸加東線

### 一般県道
- 兵庫県道118号小野志方線
- 兵庫県道349号市場多井田線
- 兵庫県道351号大門小田線
- 兵庫県道352号住吉住永線
- 兵庫県道353号大畑小野線
- 兵庫県道375号平荘市場線
- 兵庫県道510号万勝寺久留美線

### バス路線
山陽自動車道に小野バスストップがあるが、2020年9月1日から停車する路線はなくなった。
一般路線
- 神姫バス
- らんらんバス（小野市コミュニティバス）

準高速バス
- 西脇急行線・・・神姫バス

### その他
小野市の車のナンバープレートは「神戸」ナンバー（神戸運輸監理部兵庫陸運部魚崎庁舎管轄）が交付される。

## 教育

### 小学校・中学校
通学区域の指定は市公式HPによる
| 小学校               | 中学校               |
| -------------------- | -------------------- |
| 小野市立小野小学校   | 小野市立小野中学校   |
| 小野市立小野東小学校 | 小野市立小野中学校   |
| 小野市立河合小学校   | 小野市立河合中学校   |
| 小野市立来住小学校   | 小野市立小野南中学校 |
| 小野市立市場小学校   | 小野市立小野南中学校 |
| 小野市立大部小学校   | 小野市立旭丘中学校   |
| 小野市立中番小学校   | 小野市立旭丘中学校   |
| 小野市立下東条小学校 | 小野市立旭丘中学校   |

### 高等学校
- 兵庫県立小野高等学校[35]
- 兵庫県立小野工業高等学校[35]

### 特別支援学校
- 小野市立小野特別支援学校 - 知的の小・中学部門対象。知的の高校部門及び肢体不自由は神戸市西区にある兵庫県立のじぎく特別支援学校の通学区域となる。

### 廃止された学校
兵庫県小学校の廃校一覧#小野市・兵庫県中学校の廃校一覧#小野市を参照。

## 名所・旧跡・観光スポット
名所・旧跡
- 阿弥陀三尊種子板碑
- 岩倉古墳群
- 王塚古墳
- 大寺廃寺跡
- 奥田家住宅
- 小田城跡
- 小野アルプス
- おの桜づつみ回廊
- 小野陣屋跡
- 樫山古墳群
- 金鑵城跡（金鑵城遺跡広場）
- 河合城跡
- 河合西廃寺跡
- 河合廃寺跡
- 河合館跡
- 伝観阿上人墓所
- 慶徳寺
- 広渡廃寺跡（国の史跡）
- 小堀城跡
- 浄土寺 - 新西国三十三箇所観音霊場客番
- 鈴之宮神社
- 住吉神社
- 近津神社
- 豊地城跡
- 八幡神社
- 妙見塚古墳
- 堀井城跡（堀井城跡ふれあい公園）
- 焼山群集墳
- 屋口城跡
- 養父寺
- 来迎院

博物館
- 小野市立好古館
- 小野市伝統産業会館（そろばん博物館）

公園
- 小野子午線公園
- 金鑵城遺跡広場（夢の森公園）
- 鴨池公園
- かわい快適の森
- 来住山地（小野アルプス）
- きすみの見晴らしの森
- 共進牧場
- 浄谷新池公園
- 広渡廃寺跡歴史公園
- こだまの森公園
- 播磨中部丘陵県立自然公園
- ひまわりの丘公園
- 堀井城跡ふれあい公園
- 山田の里公園

温泉
- 白雲谷温泉ゆぴか
- 鍬渓温泉

コンサート・コンベンション施設
- 小野市うるおい交流館エクラ

## 祭り・行事
- 小野祭り（8月上旬～中旬）[36]
- 小野市産業フェスティバル（10月中旬）[36]
- 小野史を歩く会[36]

## 郵便番号
小野市全域で675-13xx。市内全域の集配を小野郵便局が受け持つ。

## 電話番号の市外局番
1. 三木MA - 0794-6x、70  小野市の大部分
2. 西脇MA - 0795-48（滝野局）復井町の一部

上記1.の地域は、市内局番7x、8xで三木市内へ市内料金で通話可能。
上記2.の地域は、市内局番2xで西脇市内へ、3xで多可町へ、4xで加東市へ市内料金で通話可能（70〜89は丹波柏原MAに割り当てられている）
1.と2.の地域の相互通話は市外局番が必要である。

## 出身者
- 東晃平（プロ野球選手、オリックス・バファローズ）
- 稲田三郎（株式会社コーベヤ社長・三木商工会議所会頭[37]）
- 井上涼（アーティスト）
- イリュージョン武蔵（マジシャン）
- 上田三四二（歌人・小説家）
- 岡田五郎（元衆議院議員）
- 門脇創一（兵庫県立三木東高等学校教諭・重量挙げ選手）
- 河島幸夫（政治学者）
- 旭堂南喜（講談師・元お笑いタレント）
- 國井総一郎（第8代株式会社ノーリツ代表取締役社長・神戸商工会議所副会頭）
- 小林絹治（元衆議院議員）
- 小林正巳（元衆議院議員）
- 小林祐梨子（陸上競技中距離走・長距離走元選手、2008年北京オリンピック5000m日本代表）
- 小紫雅史（第13・14・15代生駒市長）
- cyan（シンガーソングライター）
- 高橋昭一（元衆議院議員）
- 田中大貴（フリーアナウンサー）
- 田中希実（陸上競技中距離走・長距離走選手）：2020年東京オリンピックの陸上競技女子中距離8位
- 丹野雅仁（映画監督）
- 野上恵子（陸上競技長距離走・マラソン選手）
- 橋本慧悟（衆議院議員）
- 堀井富太郎（陸軍軍人・南海支隊長）
- 見附絵莉（大阪府女性警察官・重量挙げ選手）
- 6代目笑福亭松喬（落語家）